# 14 v.Chr.
14 v.Chr. is een jaartal volgens de christelijke jaartelling.

## Gebeurtenissen

### Italië
- Keizer Augustus onderwerpt de Ligurische stammen en sticht de Romeinse provincie Alpes Maritimae (huidige Monaco).

### Europa
- Caesar Augustus sticht in Rijnland-Palts een Romeinse kolonie: Augusta Vangionum (Worms) en vestigt er een garnizoen.

## Geboren
- Agrippina de Oudere, dochter van Marcus Vipsanius Agrippa (overleden 33)
- Claudia Pulchra, dochter van Paullus Aemilius Lepidus (overleden 26)

## Overleden
- Antonia de Oudere, dochter van Marcus Antonius en Octavia Thurina